# Junior Searcy
Bryant Keith Searcy Junior (* 21. Mai 1996 in Ludwigsburg) ist ein deutsch-US-amerikanischer Basketballspieler.

## Laufbahn
Searcy, dessen Mutter in Deutschland zur Welt kam sowie aufwuchs und dessen Vater als Mitglied der US-Streitkräfte in Stuttgart stationiert war, wuchs zunächst in Deutschland auf einem Militärstützpunkt der US-Armee auf und besuchte eine amerikanische Schule. Im Alter von acht Jahren zog er in den US-Bundesstaat North Carolina.
Searcy spielte als Jugendlicher Basketball an der Brooks-DeBartolo Collegiate High School in Tampa (US-Bundesstaat Florida), 2015 wechselte der sprungstarke Flügelspieler an die Northern Arizona University in die erste NCAA-Division. 2016 ging Searcy nach Florida zurück und spielte fortan für die Mannschaft der Saint Leo University in der zweiten NCAA-Division. Bis zum Ende der Saison 2018/19 bestritt Searcy, der denselben Vornamen wie sein Vater trägt und zwecks Unterscheidung den Rufnamen Junior erhielt, 70 Einsätze für die Hochschulmannschaft und kam auf Mittelwerte von 10,8 Punkten sowie 4,3 Rebounds je Begegnung.
In der Sommerpause 2019 unterschrieb Searcy beim Aufsteiger in die 2. Bundesliga ProA, den Wiha Panthers Schwenningen, seinen ersten Vertrag als Berufsbasketballspieler. Anfang Dezember 2019 kehrte er nach einem Außenbandriss im Knie in die Vereinigten Staaten zurück, bis dahin hatte er in neun Ligaspielen für Schwenningen im Schnitt 2,3 Punkte erzielt.
Im Dezember 2022 kehrte er nach längerer Pause in den Leistungsbasketball zurück und wurde vom deutschen Drittligisten SC Rist Wedel verpflichtet. Für den Verein spielte Searcy bis zum Ende der Spielzeit 2022/23. In zehn Einsätzen für Wedel erzielte er im Mittel 6,5 Punkte sowie 3,7 Rebounds.